# La Tóxica
«La Tóxica» es el cuarto sencillo del cantante mexicano Alejandro Fernández, lanzado el 23 de mayo de 2024 como parte del álbum Te Llevo En La Sangre.La canción cuenta con la participación de la cantante brasileña Anitta y fusiona el pop regional mexicano con el pop brasileño.

## Lanzamiento y composición
Alejandro Fernández y Anitta sorprendieron al mundo de la música con su colaboración en la canción «La Tóxica», lanzada el 23 de mayo de 2024 como el cuarto sencillo del álbum Te Llevo En La Sangre. La fusión de los estilos de ambos artistas aportó una nueva perspectiva a la música regional mexicana, resaltando su gran química. El videoclip fue lanzado simultáneamente en la plataforma de YouTube.  
El tema principal de la canción es el agotamiento causado por relaciones románticas tóxicas y la celebración de la felicidad de estar soltero. La música combina el pop regional mexicano con elementos del pop brasileño, creando una fusión innovadora entre ambos estilos. Aunque la canción se inclina hacia el estilo corrido tumbado, la contribución de Anitta, conocida por sus éxitos en pop y reggaetón, aporta una nueva perspectiva a la música regional mexicana. 

## Videoclip
El videoclip de «La Tóxica» se lanzó simultáneamente con el sencillo el 23 de mayo de 2024. En el video, Alejandro Fernández y Anitta montan a caballo por los paisajes naturales de una hacienda, reflejando la esencia rural de México regional. Esta atmósfera campestre contrasta con el tema emocional de la canción, destacando el entorno bucólico mientras los artistas conversan sobre sus desilusiones amorosas. La estética del video refuerza la conexión con las raíces del género regional mexicano y la simbología de libertad presente en la letra. En el videoclip, el cantante y la artista femenina representan personajes que meditan sobre sus vivencias románticas. Alejandro expresa su frustración al enfrentarse a una mujer "tóxica", pero admite que todavía siente algo por ella.  

## Desempeño comercial
Desde su lanzamiento en el Regional Mexican Airplay en julio de 2024, «La Tóxica» ha mostrado un crecimiento constante en sus reproducciones en radio. En la semana de seguimiento del 6 al 12 de septiembre de 2024, el corrido norteño logró acumular 6,3 millones de impresiones de audiencia en Estados Unidos, lo que representa un incremento del 37% respecto a la semana anterior, según Luminate. Además, la canción fue destacada como el "Principal Ganador" de la semana, un reconocimiento que se otorga a la pista con el mayor aumento en audiencia. 
La canción es el cuarto sencillo del álbum Te Llevo En La Sangre en alcanzar el primer lugar en el Billboard Regional Mexican Airplay. Se suma a los éxitos anteriores «No Es Que Me Quiera Ir», «Difícil Tu Caso» y «Cobijas Ajenas» (con Olivas), todos los cuales lideraron la lista durante una semana entre 2023 y 2024. 
Con «La Tóxica» alcanzando el primer puesto, Alejandro Fernández eleva su total de éxitos número 1 a 10, consolidándose como el tercer artista solista con más liderazgos en la lista desde su creación en 1994. Christian Nodal sigue liderando con 17 canciones en el número 1, mientras que Gerardo Ortiz lo sigue con 13. 
Anitta hizo historia al convertirse en la primera brasileña en alcanzar el primer lugar en el Regional Mexican Airplay. La artista se posicionó como la décima mujer solista en alcanzar el primer puesto de la lista y también es la quinta solista que no pertenece al género regional mexicano en lograr un número 1. 

## Posicionamiento en listas

### Listas semanales
| Listas (2024)                             | Mejor posición |
| ----------------------------------------- | -------------- |
| Chile ( Monitor Latino )                  | 3              |
| Ecuador ( Monitor Latino )                | 13             |
| Global ( Monitor Latino )                 | 13             |
| México ( Monitor Latino )                 | 1              |
| Paraguay ( Monitor Latino )               | 8              |
| Estados Unidos (Latin Airplay)            | 2              |
| Estados Unidos (Regional Mexican Airplay) | 1              |